# 村田碧
村田 碧（むらた あおい、2004年5月7日 - ）は、日本のプロボクサー。長崎県出身。松田ボクシングジム所属。かつては和光ボクシングジムに所属していた。

## 人物
父の稔は元プロボクサーで兄の翼もプロボクサー。
小学1年生からボクシングを始める。
享栄高校卒業。

## 来歴
2023年7月30日のプロデビュー戦は判定勝ち。
2024年西軍スーパーフライ級新人王として、東日本代表髙橋秀太を相手に4回8秒TKO勝ちで全日本新人王と技能賞を獲得。なお西軍代表ではMVPを獲得した。

## 戦績
- アマチュアボクシング - 23戦18勝5敗（7KO）
- プロボクシング - 7戦7勝(5KO）

## 獲得タイトル
- 全日本スーパーフライ級新人王